# Китайская академия искусств
Китайская академия искусств (кит. трад. 中國美術學院, упр. 中国美术学院, пиньинь Zhōngguó Měishù Xuéyuàn) — один из первых университетов Китая, предлагающих высшее образование в сфере изящных искусств. Основана в городе Ханчжоу в провинции Чжэцзян примерно в 180 километрах к югу от Шанхая в 1928 году первым министром просвещения Китайской республики Цай Юаньпэй и китайским художником Линь Фэнмянь.
Центральный кампус академии расположена на берегу знаменитого своей красотой озера Сиху, что создает натуральные прекрасные условия для художественного образования и досуга студентов. Второй кампус Наньшань находится в районе Шанчэн города Ханчжоу. Третий кампус расположен в Шанхае — Шанхайская школа дизайна.
Международный колледж Китайской академии искусств является структурным подразделением в составе Академии с 1980 года и отвечает за обучение и размещение иностранных студентов. Среди предлагаемых курсов не только изучение китайского языка и культуры, но и китайская живопись, скульптура, каллиграфия, история искусств и дизайна.
Всего в академии 12 высших школ, институтов и колледжей, которые проводят обучение на диплом бакалавра, а также степень магистра и доктора по таким специализациям как изобразительные искусства, дизайн, архитектура, мультимедиа и кинематография.

## Известные выпускники
- Ван Шу — китайский архитектор, декан Института архитектуры Китайской академии искусств в Ханчжоу. В 2012 году стал первым китайским гражданином — обладателем Прицкеровской премии.
- Ли Сюцинь — китайская женщина-скульптор.
- Чжу Дэцюнь — французский художник китайского происхождения, член Академии изящных искусств Франции.
- У Гуаньчжун — китайский живописец